# Campionat d'Europa de bàsquet masculí de 2001
El XXXII Campionat Europeu de Bàsquet Masculí se celebrà a Turquia entre el 31 d'agost i el 9 de setembre del 2001 sota la denominació Eurobasket 2001.
Un total de 16 països europeus competiren pel títol, del qual el seu anterior guanyador era la selecció nacional d'Itàlia.
Els setze equips participants en l'Eurobasket foren: França, Lituània, Israel, Ucraïna, Turquia, Espanya, Letònia, Eslovènia, Iugoslàvia, Alemanya, Croàcia, Estònia, Rússia, Itàlia, Grècia i Bòsnia.

## Seus
| Grup       | Ciutat   | Instal·lació      | Capacitat |
| ---------- | -------- | ----------------- | --------- |
| A          | Ankara   | ASKI Sport Hall   | 6.000     |
| B          | Ankara   | ASKI Sport Hall   | 6.000     |
| C          | Antalya  | Anfas Expo Center | 3.800     |
| D          | Antalya  | Anfas Expo Center | 3.800     |
| Fase final | Istanbul | Abdi İpekçi Arena | 12.000    |

## Grups
| Grup A   | Grup B    | Grup C              | Grup D               |
| -------- | --------- | ------------------- | -------------------- |
| França   | Turquia   | Sèrbia i Montenegro | Rússia               |
| Lituània | Espanya   | Alemanya            | Itàlia               |
| Israel   | Letònia   | Croàcia             | Grècia               |
| Ucraïna  | Eslovènia | Estònia             | Bòsnia i Hercegovina |

## Sistema de classificació
Els 16 equips es dividiren en 4 grups, els seus campions passaren directament a la ronda de quarts de finals, mentre que els segons i els tercers de cada grup jugaren un partit addicional per completar les places dels quarts.

## Primera fase

### Grup A
| Equip    | J | G | P | T+  | T-  | DT  | PTS |
| -------- | - | - | - | --- | --- | --- | --- |
| França   | 3 | 2 | 1 | 239 | 225 | +14 | 5   |
| Lituània | 3 | 2 | 1 | 215 | 195 | +20 | 5   |
| Israel   | 3 | 1 | 2 | 218 | 210 | +8  | 4   |
| Ucraïna  | 3 | 1 | 2 | 214 | 256 | -42 | 4   |

- Resultats

| Data     | Partit¹  | Partit¹ | Partit¹  | Resultat |
| -------- | -------- | ------- | -------- | -------- |
| 31.08.01 | Ucraïna  | -       | Lituània | 60-82    |
| 31.08.01 | Israel   | -       | França   | 71-77    |
| 01.09.01 | França   | -       | Ucraïna  | 86-89    |
| 01.09.01 | Lituània | -       | Israel   | 68-59    |
| 02.09.01 | Ucraïna  | -       | Israel   | 65-88    |
| 02.09.01 | França   | -       | Lituània | 76-65    |

- (¹) -  Tots els partits foren jugats a Ankara

### Grup B
| Equip     | J | G | P | T+  | T-  | DT  | PTS |
| --------- | - | - | - | --- | --- | --- | --- |
| Turquia   | 3 | 2 | 1 | 226 | 232 | -6  | 5   |
| Espanya   | 3 | 2 | 1 | 270 | 222 | +48 | 5   |
| Letònia   | 3 | 1 | 2 | 258 | 284 | -26 | 4   |
| Eslovènia | 3 | 1 | 2 | 225 | 241 | -16 | 4   |

- Resultats

| Data     | Partit¹   | Partit¹ | Partit¹   | Resultat |
| -------- | --------- | ------- | --------- | -------- |
| 31.08.01 | Letònia   | -       | Turquia   | 82-85    |
| 31.08.01 | Eslovènia | -       | Espanya   | 61-85    |
| 01.09.01 | Turquia   | -       | Eslovènia | 57-71    |
| 01.09.01 | Espanya   | -       | Letònia   | 106-77   |
| 02.09.01 | Letònia   | -       | Eslovènia | 99-93    |
| 02.09.01 | Espanya   | -       | Turquia   | 79-84    |

- (¹) -  Tots els partits foren jugats a Ankara

### Grup C
| Equip               | J | G | P | T+  | T-  | DT  | PTS |
| ------------------- | - | - | - | --- | --- | --- | --- |
| Sèrbia i Montenegro | 3 | 3 | 0 | 279 | 197 | +82 | 6   |
| Alemanya            | 3 | 2 | 1 | 263 | 245 | +18 | 5   |
| Croàcia             | 3 | 1 | 2 | 235 | 247 | -12 | 4   |
| Estònia             | 3 | 0 | 3 | 198 | 286 | -88 | 3   |

- Resultats

| Data     | Partit¹             | Partit¹ | Partit¹             | Resultat |
| -------- | ------------------- | ------- | ------------------- | -------- |
| 31.08.01 | Estònia             | -       | Alemanya            | 71-92    |
| 31.08.01 | Croàcia             | -       | Sèrbia i Montenegro | 66-80    |
| 01.09.01 | Sèrbia i Montenegro | -       | Estònia             | 113-58   |
| 01.09.01 | Alemanya            | -       | Croàcia             | 98-88    |
| 02.09.01 | Estònia             | -       | Croàcia             | 69-81    |
| 02.09.01 | Sèrbia i Montenegro | -       | Alemanya            | 86-73    |

- (¹) -  Tots els partis foren jugats a Antalya

### Grup D
| Equip                | J | G | P | T+  | T-  | DT  | PTS |
| -------------------- | - | - | - | --- | --- | --- | --- |
| Rússia               | 3 | 2 | 1 | 247 | 208 | +39 | 5   |
| Itàlia               | 3 | 2 | 1 | 242 | 207 | +35 | 5   |
| Grècia               | 3 | 2 | 1 | 265 | 265 | +0  | 5   |
| Bòsnia i Hercegovina | 3 | 0 | 3 | 206 | 280 | -74 | 3   |

- Resultats

| Data     | Partit¹              | Partit¹ | Partit¹              | Resultat |
| -------- | -------------------- | ------- | -------------------- | -------- |
| 31.08.01 | Bòsnia i Hercegovina | -       | Rússia               | 63-83    |
| 31.08.01 | Grècia               | -       | Itàlia               | 83-82    |
| 01.09.01 | Itàlia               | -       | Bòsnia i Hercegovina | 96-66    |
| 01.09.01 | Rússia               | -       | Grècia               | 106-81   |
| 02.09.01 | Itàlia               | -       | Rússia               | 64-58    |
| 02.09.01 | Bòsnia i Hercegovina | -       | Grècia               | 77-101   |

- (¹) -  Tots els partits foren jugats a Antalya

## Eliminatòria (Segona fase)
| Data     | Seu     | Partit   | Partit | Partit  | Resultat |
| -------- | ------- | -------- | ------ | ------- | -------- |
| 03.09.01 | Ankara  | Lituània | -      | Letònia | 76-94    |
| 03.09.01 | Ankara  | Espanya  | -      | Israel  | 71-67    |
| 03.09.01 | Antalya | Alemanya | -      | Grècia  | 80-75    |
| 03.09.01 | Antalya | Itàlia   | -      | Croàcia | 57-65    |

## Fase final
Tots els partits de la fase final es disputaren a Estambul.
|  | Quarts de final     | Quarts de final     |                     |         | Semifinals  | Semifinals  |  |  | Final | Final |
|  |                     |                     |                     |         |             |             |  |  |       |       |
|  |                     |                     |                     |         |             |             |  |  |       |       |
|  |                     |                     |                     |         |             |             |  |  |       |       |
|  | França              | 77                  |                     |         |             |             |  |  |       |       |
|  | França              | 77                  |                     |         |             |             |  |  |       |       |
|  | Alemanya            | 81                  |                     |         |             |             |  |  |       |       |
|  | Alemanya            | 81                  | Alemanya            | 78      |             |             |  |  |       |       |
|  |                     |                     | Alemanya            | 78      |             |             |  |  |       |       |
|  |                     | Turquia             | 79                  |         |             |             |  |  |       |       |
|  | Turquia             | Turquia             | 79                  | 87      |             |             |  |  |       |       |
|  | Turquia             |                     |                     | 87      |             |             |  |  |       |       |
|  | Croàcia             | 85                  |                     |         |             |             |  |  |       |       |
|  | Croàcia             | 85                  | Turquia             | 69      |             |             |  |  |       |       |
|  |                     |                     | Turquia             | 69      |             |             |  |  |       |       |
|  |                     | Sèrbia i Montenegro | 78                  |         |             |             |  |  |       |       |
|  | Sèrbia i Montenegro | Sèrbia i Montenegro | 78                  | 114     |             |             |  |  |       |       |
|  | Sèrbia i Montenegro |                     |                     | 114     |             |             |  |  |       |       |
|  | Letònia             | 78                  |                     |         |             |             |  |  |       |       |
|  | Letònia             | 78                  | Sèrbia i Montenegro | 78      | Tercer lloc | Tercer lloc |  |  |       |       |
|  |                     |                     | Sèrbia i Montenegro | 78      | Tercer lloc | Tercer lloc |  |  |       |       |
|  |                     | Espanya             | 65                  |         |             |             |  |  |       |       |
|  | Rússia              | Espanya             | 65                  | 55      | Alemanya    | 90          |  |  |       |       |
|  | Rússia              |                     |                     | 55      | Alemanya    | 90          |  |  |       |       |
|  | Espanya             | 62                  |                     | Espanya | 99          |             |  |  |       |       |
|  | Espanya             | 62                  |                     |         | 99          |             |  |  |       |       |
|  |                     |                     |                     |         |             |             |  |  |       |       |
|  |                     |                     |                     |         |             |             |  |  |       |       |

### Quarts de final
| Data     | Partit              | Partit | Partit   | Resultat |
| -------- | ------------------- | ------ | -------- | -------- |
| 05.09.01 | França              | -      | Alemanya | 77-81    |
| 05.09.01 | Turquia             | -      | Croàcia  | 87-85    |
| 06.09.01 | Sèrbia i Montenegro | -      | Letònia  | 114-78   |
| 06.09.01 | Rússia              | -      | Espanya  | 55-62    |

### Semifinals (Llocs del 5è al 8è)
| Data     | Partit  | Partit | Partit  | Resultat |
| -------- | ------- | ------ | ------- | -------- |
| 07.09.01 | França  | -      | Croàcia | 90-79    |
| 07.09.01 | Letònia | -      | Rússia  | 81-99    |

### Semifinals
| Fecha    | Partido             | Partido | Partido | Resultado |
| -------- | ------------------- | ------- | ------- | --------- |
| 08.09.01 | Alemanya            | -       | Turquia | 78-79     |
| 08.09.01 | Sèrbia i Montenegro | -       | Espanya | 78-65     |

### Setè lloc
| Data     | Partit  | Partit | Partit  | Resultat |
| -------- | ------- | ------ | ------- | -------- |
| 09.09.01 | Croàcia | -      | Letònia | 93-91    |

### Cinquè lloc
| Data     | Partit | Partit | Partit | Resultat |
| -------- | ------ | ------ | ------ | -------- |
| 09.09.01 | França | -      | Rússia | 73-78    |

### Tercer lloc
| Data     | Partit   | Partit | Partit  | Resultat |
| -------- | -------- | ------ | ------- | -------- |
| 09.09.01 | Alemanya | -      | Espanya | 90-99    |

### Final
| Data     | Partit  | Partit | Partit              | Resultat |
| -------- | ------- | ------ | ------------------- | -------- |
| 09.09.01 | Turquia | -      | Sèrbia i Montenegro | 69-78    |

## Classificació final
| 1. Sèrbia i Montenegro   |
| 2. Turquia               |
| 3. Espanya               |
| 4. Alemanya              |
| 5. Rússia                |
| 6. França                |
| 7. Croàcia               |
| 8. Letònia               |
| 9. Itàlia                |
| 10. Lituània             |
| 11. Grècia               |
| 12. Israel               |
| 13. Eslovènia            |
| 14. Ucraïna              |
| 15. Bòsnia i Hercegovina |
| 16. Estònia              |

## Quatre primers classificats
Medalla d'or:  Sèrbia i Montenegro = Dejan Bodiroga, Veselin Petrovic, Sasa Obradovic, Igor Rakocevic, Predrag Stojaković, Vlado Scepanovic, Marko Jaric, Predrag Drobnjak, Dragan Tarlac Dejan Milojevic, Dejan Tomasevic i Milan Gurovic (Entrenador: Svetislav Pešić)
Medalla d'Argent:  Turquia = Kerem Tunçeri, Hidayet Türkoğlu, Mirsad Türkcan, Orhun Ene, Asım Pars, Harun Erdenay, İbrahim Kutluay, Hüseyin Beşok, Kaya Peker, Mehmet Okur, Haluk Yıldırım i Ömer Onan. Entrenador: Aydın Örs
Medalla de Bronze:  Espanya = Pau Gasol, Jorge Garbajosa, Juan Carlos Navarro, Chuck Kornegay, Raül López, Carlos Jiménez, Nacho Rodríguez, Felipe Reyes, Alfonso Reyes, José Antonio Paraíso, Paco Vázquez i Lucio Angulo. Entrenador: Javier Imbroda
Quart lloc:  Alemanya = Mithat Demirel, Ademola Okulaja, Robert Garrett, Marko Pešić, Stefano Garris, Drazan Tomic, Marvin Willoughby, Stipo Papic, Stephen Arigbabu, Patrick Femerling, Dirk Nowitzki i Shawn Bradley Entrenador: Henrik Dettmann

## Trofeus individuals
| MVP                                    |
| Sèrbia i Montenegro Predrag Stojaković |

- Màxims anotadors del torneig

|    | Jugador                                | Punts | Partits | Punts per partit |
| -- | -------------------------------------- | ----- | ------- | ---------------- |
| 1  | Alemanya Dirk Nowitzki                 | 201   | 7       | 28,7             |
| 2  | Sèrbia i Montenegro Predrag Stojaković | 138   | 6       | 23,0             |
| 3  | Turquia Ibrahim Kutluay                | 130   | 6       | 21,7             |
| 4  | Rússia Andréi Kirilenko                | 115   | 6       | 19,2             |
| 5  | Letònia Kaspars Kambala                | 133   | 7       | 19,0             |
| 6  | Espanya Pau Gasol                      | 121   | 7       | 17,3             |
| 7  | Letònia Ainars Bagatskis               | 103   | 6       | 17,2             |
| 8  | Rússia Sergeij Chikalkin               | 102   | 6       | 17,0             |
| 9  | Croàcia Damir Mulaomerović             | 117   | 7       | 16,7             |
| 10 | Grècia Fragiskos Alvertis              | 64    | 4       | 16,0             |